# 土漠の花
『土漠の花』（どばくのはな）は、月村了衛の小説。2014年2月号から2014年8月号にかけて雑誌『papyrus』に連載した「ソマリアの血、土漠の花」を単行本化にあたり、改題・加筆・修正され、2014年9月に幻冬舎から刊行された。
第68回日本推理作家協会賞（長編および連作短編集部門）受賞。第12回本屋大賞5位。2014年度週刊文春ミステリーベスト10国内部門15位。2015年度このミステリーがすごい!国内編6位。
『ヤングキングアワーズ』（少年画報社）にて、2021年2月号からコミカライズの連載が開始。作画担当はフクダイクミ。

## あらすじ
陸上自衛隊第1空挺団の精鋭たち12人が、ソマリアの国境付近で、墜落ヘリの捜索救助にあたっていた。その野営地に、ビヨマール・カダン氏族の氏族長の娘アスキラ・エミルが駆け込んできた。以前からいさかいのあったワーズデーン氏族が、ビヨマール・カダン氏族を皆殺しにしようと街を襲ったので、アスキラは逃げてきたと言う。捜索援助隊隊長の吉松勘太郎3尉は、避難民として保護する約束をするが、その直後に、兵士達の襲撃を受け、吉松隊長含め4名が命を落とす。残りの自衛隊員も捕虜になる。偶然、小銃を持って小便に行っていた市ノ瀬浩太1士が銃撃することにより、自衛隊員は1名を失うが、脱出に成功する。生存できたのは、友永曹長、新開曹長、朝比奈1曹、由利1曹、津久田2曹、梶谷士長、市ノ瀬1士、アスキラの8名となった。
自衛隊員らは、ワーズデーン氏族のトラック1台と武器を奪い、ジブチの自衛隊の活動拠点に戻ることを目指す。街道での待ち伏せを避けるため、アスキラの教える抜け道から目的地に向かうことになる。しかし、突然の大雨のため、抜け道の途中に大河ができてしまう。ロープを使い渡河を図るが、ワーズデーン氏族の兵士に追いつかれてしまう。ナイフを持った兵士に襲われた新開曹長を救おうとした市ノ瀬1士は、ナイフの男と相討ちになり、命を落とす。ソマリ語がわかる新開曹長は、ワーズデーン氏族の兵士らの言葉の中に「石油」の単語があったことを、アスキラに問いつめる。実は、ビヨマール・カダン氏族の領有地に相当な埋蔵量の石油が確認されていた。そのことを知ったワーズデーン氏族は、ビヨマール・カダン氏族を根絶やしにして領地の支配権を奪い取るつもりであった。
渡河以降は徒歩による移動になったが、自衛隊一行は、途中で遊牧民の村にぶつかる。その村で、水や食料の歓待を受け、放置された二台の車両を見つける。腕利きの整備士である梶谷士長が、二台の部品を合わせて、軽トラックを一台走れるように修理する。自衛隊一行は軽トラックで村を出るが、途中、日の丸の徽章を村の少年に渡した事を新開曹長が思い出す。村が、ワーズデーン氏族の兵士の攻撃を受ける可能性があるため、自衛隊一行は村に引き返す。村に到着したが、時既に遅く、村はワーズデーン氏族の兵士に襲われていた。
村を守るため、自衛隊一行は、兵士達に反撃を仕掛ける。兵士達を追い払うことはできたが、津久田2曹は右脇腹を被弾、新開曹長は銃撃に倒れる。目的地を目指した行軍が進むが、活動拠点の20キロ手前でガソリンがなくなり、再び徒歩の移動になる。廃墟と化した街に到着した一行は、ガソリンが空の中古バイクを一台見つける。そこに、ワーズデーン氏族の追撃隊の5人が攻撃してくるが、自衛隊一行は5人を始末する。追撃隊の一人が「ワーズデーン本隊とアル・シャバブの精鋭部隊が間もなく到着する」ことを予告して息絶える。自衛隊一行は、この街を要塞として向かい撃つことになる。友永曹長らは、対人地雷を使ったトラップに敵をおびき寄せ、大勢の兵士を殺害する。津久田2曹は、高所からの狙撃で援護を行う。朝比奈1曹は、ワーズデーン氏族のリーダーのアブディワリを合気道を駆使して倒す。由利1曹はバイクに、追撃隊の5人の乗っていた車両からのガソリンを入れ、指揮車輛に特攻をかけ、アル・シャバブの指導者ハサン・ダヒル・ギュバンと相討ちになる。由利1曹を援護して、梶谷士長も倒れ自爆する。
指揮系統の乱れに乗じて、生存した4人は街から脱出する。追撃が迫る中、海上自衛隊の哨戒機が姿を現し、敵車輛は方向転換をして引き返していく。生存した4人は、無事に活動拠点に到着することができた。到着して分かった事は、アメリカ合衆国のCIAは、ワーズデーン氏族を密かに支援していたため、救援の手配が遅れたのであった。友永曹長は、アメリカに渡るアスキラと米軍基地の滑走路で、別れを告げる。

## 登場人物
吉松勘太郎3尉
捜索援助隊隊長。
友永芳彦曹長
31歳。2士から叩き上げ。事故で両親と死に別れる。
新開譲曹長
31歳。有能で切れる。冷酷で差別的。少年工科学校をトップ近くで卒業。ソマリ語がわかる。
朝比奈満雄1曹
最年長の37歳。既婚者。合気道をたしなむ豪傑。古武士の風格。
由利和馬1曹
警務隊出身。元暴走族。
津久田宗一2曹
既婚者。小心者。射撃の名手。
梶谷伸次郎士長
25歳。腕利きの整備士。自動車工場の倅。
市ノ瀬浩太1士
23歳。インターハイ出場経験のある元水泳選手。
戸川1士、佐々木1士
銃殺される。
原田琢郎1士
首を落とされる。
徳本1曹
なぶり殺しに遭う。
アスキラ・エミル
女性。ビヨマール・カダン氏族の氏族長の娘。
アブディワリ
ワーズデーン氏族のリーダー。
ハサン・ダヒル・ギュバン
アル・シャバブの指導者。

## 用語
スルタン
氏族長。
ハムシン
砂塵嵐を伴った高温風のこと。
アル・シャバブ
ソマリアのイスラーム勢力。